# Juan Antonio Arguelles Rius
Juan Antonio Arguelles Rius (2 de noviembre de 1978 – 3 de junio de 2007), también conocido como Arguru o Argu, fue un prolífico programador de software de música y músico electrónico, productor y compositor, responsable del desarrollo de aplicaciones como NoiseTrekker y DirectWave. Trabajó para la compañía discoDSP y fue más tarde contratado por la compañía Image-Line, en la cual participó en el desarrollo de Deckadance y FL Studio 7. Arguru falleció durante un accidente automovilístico el 3 de junio de 2007.

## Biografía
Juan Antonio Arguelles Rius nació en la ciudad de Málaga, España, el 2 de noviembre de 1978. En 1997, Arguru comenzó a trabajar en el desarrollo de plugins para trackers como Jeskola buzz, destacándose rápidamente como uno de los desarrolladores más productivos en la escena. En mayo de 2000 desarrolló la aplicación Psycle hasta su versión 1.0, la cual liberó con una licencia de dominio público. Durante el año 2000, él y Frank Cobos (también conocido como "Freaky") formaron un dúo y comenzaron a componer mixes de psytrance en Málaga, bajo el nombre de Alianated Buddha, y estrenaron el álbum Inpsyde en la discográfica Out of Orion en febrero de 2002.
Arguru trabajó para la compañía de software discoDSP de George Reales desde julio de 2002. En esta compañía desarrolló plugins de audio como Discovery, Vertigo, HighLife o Phantom. Discovery es notable por ser el primer complemento comercial VSTi que estaba disponible tanto en Windows como en Linux. Arguru abandonó la compañía en el año 2004 para comenzar a trabajar para Image-Line. Mientras estuvo en Image-Line, contribuyó al desarrollo de FL Studio, principalmente la 7.0, y fue el programador principal para el software para DJ Deckadance, lanzado en 2007.

### Otros proyectos
- Aodix: Es un DAW anunciado como "el puente definitivo entre el tracking y el sequencing". Aodix incorporó varias tecnologías innovadoras a los trackers como el sistema de patrón zoom y el cronometreado subtick. A partir de su versión 4, Aodix fue liberado como freeware.[3][5][6]
- NoiseTrekker: Es un tracker freeware para Windows, tempranamente discontinuado, con soporte MIDI, sintetizador interno, dos plugins TB303s y soporte para DSP que presentaba una interfaz clásica al estilo del sistema Commodore Amiga.[2] El código de NoiseTrekker fue utilizado como base para la primera versión de Renoise, uno de los DAW de estilo tracker más modernos en la actualidad.[3][7]
- Psycle: Es un entorno DAW modular con una interfaz de estilo tracker. Arguru se encargó de desarrollarlo hasta su versión 1.0. Después decidió liberarlo bajo dominio público, donde el desarrollo fue continuado por otras personas. Las últimas versiones están liberadas bajo licencia GNU-GPL y disponibles para varias plataformas.[3][4]

## Discografía
- Inpsyde, integrando el dúo "Alienated Buddha" (Out of Orion, 2002)[1]

## Muerte
El 3 de junio de 2007, cerca de la ciudad de Benalmádena (Málaga, España), Arguru se encontraba conduciendo su automóvil cuando perdió el control, saliendo de la carretera y chocando contra una caravana recreacional, falleciendo durante el accidente. Su funeral se realizó el 4 de junio de 2007, en el parque del cementerio de Málaga.

## Legado
- En el año 2007, deadmau5 y Chris Lake escribieron una canción titulada Arguru para el álbum Random Album Title en su homenaje.[4]